# Erna Hrönn Ólafsdóttir
Erna Hrönn Ólafsdóttir er en sangerinde fra Island. Hun har været bag-vokalist til Eurovision Song Contest 2008 for Euroband og i 2009 for Jóhanna Guðrún Jónsdóttir og i 2010 for Hera Björk sammen med sin søster,Heiða Òlafsdottir.